# Embelia frondosa
Embelia frondosa är en viveväxtart som först beskrevs av George King och James Sykes Gamble, och fick sitt nu gällande namn av David Geoffrey Long. Embelia frondosa ingår i släktet Embelia och familjen viveväxter. Inga underarter finns listade i Catalogue of Life.